# کواچلا - ووداستاک در ذهن من
کواچلا - ووداستاک در ذهن من (به انگلیسی: Coachella – Woodstock in My Mind) ترانه‌ای از لانا دل ری خواننده اهل ایالات متحده آمریکا است. ترانه رسماً به عنوان نخستین تک‌آهنگ تبلیغاتی از پنجمین آلبوم استودیویی شهوت برای زندگی وی در ۱۵ مه ۲۰۱۷ به‌صورت جهانی انتشار یافت.

## نمودار
| نمودار (۲۰۱۷)                            | اوج جایگاه |
| ---------------------------------------- | ---------- |
| اسکاتلند (شرکت آفیشال چارتس)             | ۸۴         |
| ایالات متحده آمریکا (بیلبورد)            | ۱۴         |
| فرانسه (سندیکای ملی انتشارات صوتی‌تصویری) | ۸۲         |